# 아라이 쇼타 (1988년)
아라이 쇼타(일본어: 新井 章太, 1988년 11월 1일 ~ )는 일본의 축구 선수로 포지션은 골키퍼이다.

## 구단 경력
그는 2011년부터 J리그의 도쿄 베르디, 가와사키 프론탈레, 제프 유나이티드 지바에서 뛰었다.